# Jolanta Chełmińska
Jolanta Maria Chełmińska (ur. 8 marca 1949 w Marzeninie) – polska ekonomistka, w latach 2007–2015 wojewoda łódzki.

## Życiorys
W 1973 ukończyła ekonometrię na Wydziale Ekonomiczno-Socjologicznym Uniwersytetu Łódzkiego. Pracę zawodową rozpoczęła w Narodowym Banku Polskim. Od 1979 była zawodowo związana z PKO BP. W 1998 objęła stanowisko dyrektora oddziału regionalnego, w 2004 dyrektora oddziału korporacyjnego tego banku.
29 listopada 2007 została powołana na stanowisko wojewody łódzkiego. 12 grudnia 2011 premier Donald Tusk ponownie powierzył jej funkcję wojewody. W wyborach w 2014 uzyskała mandat radnej sejmiku, jednak nie objęła go, pozostając na stanowisku wojewody, które zajmowała do 8 grudnia 2015. W 2016 została doradcą marszałka województwa łódzkiego i prezesem łódzkiego oddziału okręgowego Polskiego Czerwonego Krzyża. W wyborach samorządowych 2018 ponownie była kandydatką na radną łódzkiego sejmiku, nie zdobyła wówczas mandatu. W kwietniu 2024 została pełnomocnikiem wojewody łódzkiego do spraw polityki senioralnej.

## Odznaczenia i wyróżnienia
Odznaczona Złotym Krzyżem Zasługi (2003), mołdawskim Orderem Honoru (2014) oraz Złotą Odznaką „Zasłużony dla Ochrony Przeciwpożarowej” (2011).
Wyróżniona Nagrodą Miasta Łodzi (2005) oraz Odznaką „Za Zasługi dla Miasta Łodzi” (2002). W 2009 została laureatką 15. edycji plebiscytu „Łodzianin Roku”, organizowanego przez lokalne media (będąc pierwszą kobietą, która otrzymała ten tytuł). W 2023 otrzymała jubileuszowy medal na 600-lecie Łodzi (2023).